# 194B busz (Budapest)
A budapesti 194B jelzésű autóbusz a Határ út metróállomás és a Gloriett lakótelep között közlekedik. A 194-es jelzésű járatok nem térnek be a Besence utca felé. A viszonylatot az ArrivaBus üzemelteti.

## Története
A 194B járat 2013. november 4-étől jár, a korábbi 194-es busz útvonalán. A 194-es busz a Gloriett lakótelepet rövidebb útvonalon, az Ipacsfa utcán keresztül éri el. A Határ út felé útvonaluk megegyezik.
2019 áprilisától – az M3-as metróvonal Kőbánya-Kispest–Nagyvárad tér szakaszának lezárása miatt – 194M jelzéssel új gyorsjárat közlekedik a Nagyvárad tér és a Gloriett lakótelep között, a Havanna lakótelep érintésével.
Az autóbuszokra 2016. június 4. óta kizárólag a hétvégén és ünnepnapokon csak az első ajtón lehet felszállni, amit 2022. május 16-án a hétköznapi időszakra is kiterjesztettek.

## Útvonala
| Gloriett lakótelep felé |
| Határ út M vá. – Ferde utca – Ady Endre út – Álmos utca – Pannónia út – Kós Károly tér – Pannónia út – Nádasdy utca – Hofherr Albert utca – Katona József utca – Temesvár utca – Kassa utca – Pozsony utca – Méta utca – Besence utca – Közdűlő út – Ipacsfa utca – Tövishát utca – Goroszló utca – Kele utca mh. |
| Határ út felé |
| Kele utca mh. – Goroszló utca – Cziffra György utca – Méta utca – Pozsony utca – Kassa utca – Temesvár utca – Katona József utca – Hofherr Albert utca – Nádasdy utca – Pannónia út – Kós Károly tér – Pannónia út – Baross utca – Ady Endre út – Mátyás király utca – Üllői út – Határ út M vá.                  |

## Megállóhelyei
Az átszállási kapcsolatok között a 194-es járat nincsen jelölve, amely az Ipacsfa utca és a Tövishát utca közötti megállókat nem érinti.
| 0  | Határ út M végállomás             | 20 | 66, 66B, 66E, 84E, 89E, 94E, 99, 123, 123A, 142E, 294E 42, 50, 52 626, 628, 629, 660 1080, 1110 |
| 1  | Győri Ottmár tér                  | 17 | 99                                                                                              |
| 2  | Kós Károly tér                    | ∫  | 99, 148                                                                                         |
| 3  | Kós Károly tér (Pannónia út)      | 16 | 99, 148                                                                                         |
| 4  | Zoltán utca                       | 14 | 99                                                                                              |
| 5  | Hunyadi tér                       | 13 | 99, 151                                                                                         |
| 6  | Batthyány utca                    | 12 |                                                                                                 |
| 7  | Kossuth Lajos utca / Nádasdy utca | 11 | 68                                                                                              |
| 8  | Kispest, Vas Gereben utca         | 10 | 68, 268                                                                                         |
| 9  | Madarassy László utca             | 9  | 268                                                                                             |
| 10 | Hofherr Albert utca               | 7  | 268                                                                                             |
| 11 | Ipolyság utca                     | 6  |                                                                                                 |
| 13 | Kassa utca                        | 4  | 93, 93A                                                                                         |
| 14 | Karton utca                       | 3  | 93, 93A                                                                                         |
| 15 | Csíky utca                        | 2  | 93, 93A                                                                                         |
| 16 | Ipacsfa utca                      | 1  | 36, 142E, 198                                                                                   |
| 17 | Besence utca                      | ∫  | 36, 198                                                                                         |
| 18 | Besence utca 9.                   | ∫  |                                                                                                 |
| 19 | Közdűlő út                        | ∫  |                                                                                                 |
| 20 | Ipacsfa utca (Közdűlő út)         | ∫  |                                                                                                 |
| 21 | Tövishát utca                     | ∫  | 142E                                                                                            |
| 22 | Goroszló utca                     | ∫  | 142E                                                                                            |
| 23 | Kele utca (Gloriett lakótelep)    | 0  | 36, 142E                                                                                        |